# The Many Adventures of Winnie the Pooh
The Many Adventures of Winnie the Pooh és una pel·lícula còmica d'antologia musical d'animació estatunidenca de 1977 produïda per Walt Disney Productions i distribuïda per Buena Vista Distribution. Es va estrenar per primera vegada als Estats Units en sessió doble amb The Littlest Horse Thieves l'11 de març de 1977.
Els seus personatges han generat una franquícia de diverses seqüeles i programes de televisió, roba, llibres, joguines i una atracció del mateix nom a Disneyland, Walt Disney World i Hong Kong Disneyland, a més de Pooh's Hunny Hunt a Tokyo Disneyland.

## Argument
La pel·lícula uneix tres pel·lícules d'animació de Winnie-the-Pooh estrenades anteriorment basades en les fonts originals d'A.A. Milne i E. H. Shepard, amb material de pont addicional de Pooh interactuant amb el narrador per presentar les tres històries: Winnie the Pooh and the Honey Tree (1966), Winnie the Pooh and the Blustery Day (1968) i Winnie the Pooh i Tigger Too (1974).
Es va afegir una breu escena per tancar la pel·lícula; feta originalment durant la producció de Blustery Day (basada en la presència de Jon Walmsley com a Christopher Robin), i basat en el capítol final de The House at Pooh Corner, Christopher Robin ha de deixar enrere el Hundred Acre Wood (Bosc dels Cent Acres) per començar l'escola. El narrador conclou que allà on vagi Christopher Robin, Pooh sempre estarà esperant.

## Curmetratge posterior
Sis anys després de l'estrena de The Many Adventures of Winnie the Pooh, Disney va encarregar un quart curtmetratge basat en les històries. Winnie the Pooh and a Day for Eeyore es va estrenar als cinemes l'11 de març de 1983, però originalment no estava connectat amb els curtmetratges anteriors de cap manera. Des de llavors, s'ha afegit als llançaments de vídeos casolans de The Many Adventures of Winnie the Pooh.

## Producció
The Many Adventures of Winnie the Pooh va ser l'última pel·lícula del cànon de Disney en la qual Walt Disney va tenir una implicació personal, ja que un dels curts (Winnie the Pooh and the Honey Tree) es va estrenar mentre vivia i va participar en la producció de Blustery Day. Sempre va ser la intenció de Walt Disney crear un llargmetratge, però va decidir fer pel·lícules més curtes (featurettes), després que la producció hagués començat, per familiaritzar el públic nord-americà amb els personatges. Les tres pel·lícules, així com els futurs llargmetratges, compten amb cançons clàssiques dels Sherman Brothers com "Winnie the Pooh" i "The Wonderful Thing About Tiggers".
El personatge Gopher, que no apareix a les històries de Milne, es va crear perquè Disney volia un personatge totalment estatunidenc que pogués atreure als nens, i també afegir un element de comèdia.
Per al personatge Piglet, els animadors feien servir gestos amb les mans i altres moviments per crear expressivitat, ja que ell (i Pooh) tenien l'aparença de ninos o peluixos amb ulls de botó relativament senzills. L'escena en què Rabbit tracta que el cul de Pooh formi part de la "decoració de casa seva" no estava al llibre original, però, segons es diu, Disney la va contemplar quan va llegir el llibre per primera vegada.

## Estrena

### Recepció
The Many Adventures of Winnie the Pooh té un índex d'aprovació unànime de la crítica del 100% a Rotten Tomatoes basat en 18 ressenyes, amb una mitjana de 8.6/10. El consens crític del lloc web diu "Potser la més fidel de les adaptacions literàries de Disney, aquesta bonica i encantadora col·lecció d'episodis captura l'esperit de les històries clàssiques d'A.A. Milne". El crític de cinema Leonard Maltin va anomenar les pel·lícules originals de Pooh com a "joies"; també va assenyalar que l'art s'assembla a les il·lustracions dels llibres i que la longitud particular d'aquestes històries suposava que els cineastes no van haver de "comprimir o allargar el seu guió".
Ruth Hill Viguers, en canvi, quan va escriure a A Critical History of Children's Literature durant la dècada de 1960, va esmentar Winnie the Pooh de Disney juntament amb diverses adaptacions de Disney que havien "destruït la integritat dels llibres originals".
La pel·lícula està reconeguda per l'American Film Institute en la següent llista:
- 2008: 10 millors 10 d'AFI:
  - Nominada en la categoria de pel·lícula d'animació[7]

### Mitjans domèstics
The Many Adventures of Winnie the Pooh es va publicar per primera vegada en VHS, Betamax, CED videorecord i laserdisc el 15 d'agost de 1981. El 1996, es va tornar a llançar en VHS com a part de la sèrie Walt Disney Masterpiece Collection i va incloure imatges de vídeo de la realització que es van mostrar abans que comencés la pel·lícula (com va fer el primer llançament de VHS al Regne Unit el 1997). Es va publicar en DVD per primera vegada l'any 2002 com a edició del 25è aniversari, amb imatge i so restaurats digitalment. Les pel·lícules prèvies individuals també s'havien llançat pel seu compte en VHS als anys noranta.
El DVD de l'edició del 25è aniversari inclou, entre altres presentacions addicionals: "The Many Adventures of Winnie the Pooh: The Story Behind the Masterpiece", que documenta la història dels llibres i les seves adaptacions cinematogràfiques inicials; el curt Winnie the Pooh and a Day for Eeyore (1983); i entrevistes amb els animadors Ollie Johnston, Frank Thomas i Burny Mattinson, així com els Sherman Brothers, Paul Winchell i altres. La revisora de Digital Media FX Shannon Muir va afirmar que la qualitat d'àudio i vídeo de la pel·lícula d'aquest DVD era molt alta.
El DVD "Friendship Edition" es va publicar el 19 de juny de 2007. Va reciclar totes les presentacions especials de l'anterior DVD "25th Anniversary Edition", i l'única incorporació nova va ser un episodi de la sèrie animada per ordinador de Playhouse Disney My Friends Tigger & Pooh. La reedició del DVD coincideix amb el 30è aniversari de l'estrena de la pel·lícula.
La versió Blu-ray es va llançar per primera vegada juntament amb la tercera versió en DVD el 27 d'agost de 2013. Les presentacions addicionals incloïen un segment de Mini Adventures of Winnie the Pooh, "Geniuses" i l'única presentació addicional que es va mantenir dels llançaments anteriors de DVD va ser el vídeo musical de la cançó temàtica "Winnie the Pooh" interpretat per Carly Simon.